# We Are Motörhead
We Are Motörhead (c англ. Мы — Motörhead) — пятнадцатый студийный альбом британской рок-группы Motörhead, выпущенный 16 мая 2000 года.

## Об альбоме
We Are Motörhead первый студийный альбом изданный группой после прекращения сотрудничества с Говардом Бэнсоном. Над альбомом работало сразу трое продюсеров, также продюсированием альбома занималась сама группа (как и предыдущего студийного альбома Snake Bite Love). C июня по август 1999 года альбом записывался в Karo Studios, в Браккеле, Германия, а позднее, с декабря 1999 года по март 2000 года — в студии American Recorders, Калабасас, США.
Композиция «God Save the Queen», кавер на одну из известнейших песен панк-рок-группы Sex Pistols, была издана синглом 18 июля 2000 года. Некоторые издания сингла включают видеоклип Motörhead на «God Save the Queen», в котором они исполняют песню, катаясь по Лондону на туристическом автобусе. Также синглом был издан заглавный трек альбома.

## Список композиций
Авторами всех песен являются Лемми, Фил Кэмпбелл и Микки Ди, кроме отмеченных
| №   | Название                              | Автор(ы)                                      | Длительность |
| --- | ------------------------------------- | --------------------------------------------- | ------------ |
| 1.  | «See Me Burning»                      |                                               | 2:59         |
| 2.  | «Slow Dance»                          |                                               | 4:29         |
| 3.  | «Stay Out of Jail»                    |                                               | 3:02         |
| 4.  | «God Save the Queen»                  | Пол Кук, Стив Джонс, Джон Лайдон, Глен Мэтлок | 3:19         |
| 5.  | «Out to Lunch»                        |                                               | 3:26         |
| 6.  | «Wake the Dead»                       |                                               | 5:14         |
| 7.  | «One More Fucking Time»               |                                               | 6:46         |
| 8.  | «Stagefright/Crash & Burn»            |                                               | 3:02         |
| 9.  | «(Wearing Your) Heart on Your Sleeve» |                                               | 3:42         |
| 10. | «We Are Motörhead»                    |                                               | 2:21         |

## Участники записи
- Иэн Фрэйзер «Лемми» Килмистер — бас-гитара, вокал
- Фил Кэмпбелл — соло-гитара
- Микки Ди — ударные

## Позиции в чартах
| Год  | Чарт                    | Позиция |
| ---- | ----------------------- | ------- |
| 2000 | German Albums Chart     | 21      |
| 2000 | Sverigetopplistan       | 33      |
| 2000 | Suomen virallinen lista | 39      |